# HPV-vaccination
Human papillomavirus (HPV)-vaccinationen beskytter mod infektion af forskellige typer af human papillomavirus der kan forårsage livmoderhalskræft, kønsvorter og nogle andre mere sjældne kræftformer. Tre HPV vacciner er på markedet: Gardasil, Cervarix og Gardasil-9. 
Både Gardasil og Cervarix beskytter mod de to HPV typer (HPV-16 og HPV-18) som forårsager 70% af alle livmoderhalskræftstilfælde, 80% af alle analkræftstilfælde, 60% af alle vaginalkræftstilfælde og 40% af kræfttilfælde i kønslæberne. Gardasil beskytter også mod to HPV typer (HPV-6 og HPV-11) som forårsager 90% af kønsvorter. Gardasil-9 er en nyere HPV-vaccine, der beskytter mod 9 HPV-typer (HPV-6, 11, 16, 18, 31, 33, 45, 52 og 58). Disse forårsager tilsammen 90% af alle livmoderhalskræfttilfælde og 90% kønsvorter.
WHO samt mange sundhedsmyndigheder i Australien, Canada, Europa og USA anbefaler at unge piger bliver vaccineret for at reducere forekomsten af livmoderhalskræft.
Vaccinen er godkendt for brug på mænd på mange områder. Ud over at mændenes partnere bliver beskyttet, beskytter den også mænd mod analkræft, peniscancer og cancer i mund og svælg. Gardasil beskytter derudover mænd og kvinder mod kønsvorter.

## Målgrupper for vaccinationen
Vaccinen beskytter mod smitte med HPV af typen 16 og 18. Derfor anbefales det, at kvinder mellem 9 og 25 år bliver vaccineret. Der findes over 100 typer HPV, og selvom man er blevet smittet med en type HPV vil de fleste alligevel få øget beskyttelse ved at blive vaccineret da HPV-vaccinen beskytter mod flere typer HPV-virus. Der er desuden indikationer på, at vaccinen kan give nogen beskyttelse mod udvikling af de celleforandringer, der giver anledning til livmoderhalskræft samt andre kræftformer selvom man allerede er smittet med HPV.
HPV-vaccinen indgår i Børnevaccinationsprogrammet i Danmark, og har gjort dette siden 2009. Her tilbydes HPV-vaccinen til alle 12-årige piger. Vaccinen tilbydes pt. ikke til drenge i Børnevaccinationsprogrammet. Fra november 2017 er det Gardasil-9 der er den HPV-vaccine der anvendes i Børnevaccinationsprogrammet.
Siden september 2019 indgår HPV vaccination også i Børnevaccinationsprogrammet for drenge født efter 1 juli 2007. 
I perioden fra 1. januar 2020 til 31 august 2021 kunne drenge fra hele årgang 2006 og årgang 2007 født indtil 30. juni også blive vaccineret.

## Kontraindikationer og forbehold
Selv om vaccination mod HPV kan reducere antallet af dødsfald pga. livmoderhalskræft med 70% er det ikke alle som bør få vaccinen. Disse mennesker er:
- Patienter som har haft allergiske reaktioner efter andre vaccinationer.
- Patienter som akut lider af en moderat eller svær sygdom. Disse patienter bør i stedet vente til sygdommen er faldet til ro og derefter få vaccinen.[10]

## Sikkerhed
Gardasil er godkendt i over 100 lande[kilde mangler] og over 170 millioner doser er injiceret.[kilde mangler] Omfattende kliniske undersøgelser og sikkerhedsovervågning indikerer at Gardasil er tolereret og sikker.

## Mekanisme
Vaccinen er baseret på Virus-Like-Peptider (VLPer) som er dannet af rekombinante overfladeproteiner.
Vaccinen er designet så den skaber virus-neutraliserende antistoffer, som beskytter kroppen mod infektioner af de HPV-typer, som vaccinen indeholder.
Denne beskyttende virkning er forventet at virke i mindst 4½ år.

## Debat om omfanget af bivirkninger
Der har fra omkring 2014 været debat i medierne omkring omfanget af bivirkningerne, og antallet af piger som er blevet vaccineret er faldet i denne periode.  Langt færre danske piger får hpv-stik end i resten af Norden, og således er kun 17% af de danske piger født i 2003 blevet færdigvaccinerede, i forhold til 73% i Sverige og 84% i Norge.